# Hans zu Rantzau

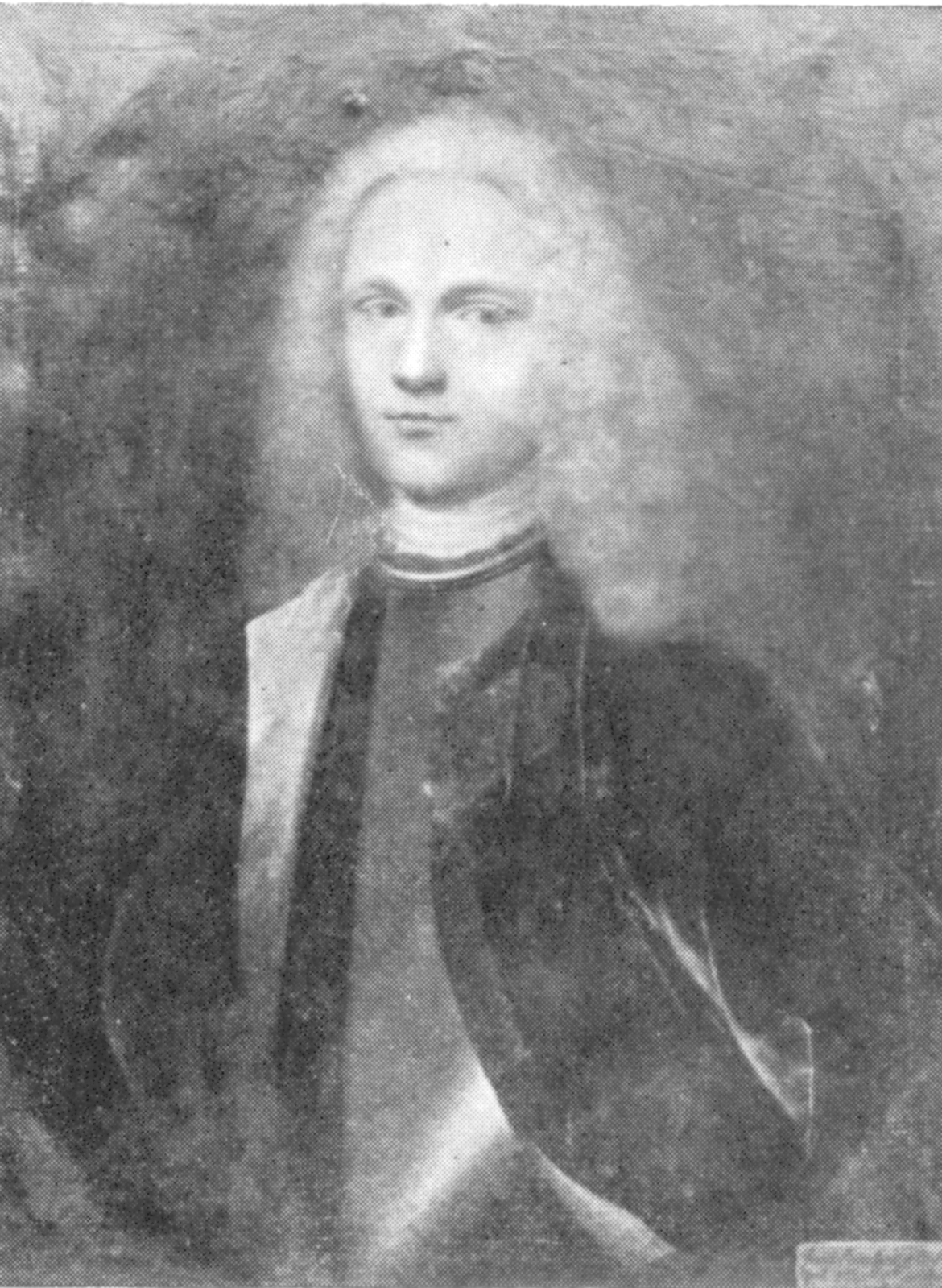
Hans zu Rantzau

Hans Graf zu Rantzau auf Ascheberg (* 14. August 1693; † 15. Januar 1769) war ein holsteinischer Gutsherr. Er schaffte seit 1739 als einer der ersten holsteinischen Gutsherren neben Benedikt Wilhelm von Ahlefeldt für seine Bauern Schritt um Schritt die Leibeigenschaft ab. Sein Gut Ascheberg ließ er im 18. Jahrhundert zu einem aufwendigen Landsitz erweitern.

## Familie
Hans zu Rantzau war der Sohn des Geheimrats Christian Rantzau (1649–1704), Besitzer der Güter Salzau, Rastorf und Ascheberg, und der Margarethe, der Tochter von Bertram Rantzau auf Ascheberg (1642–1708). Seine Brüder waren Christian (1683–1729) und Detlef. Er war verheiratet mit Margarethe Hedwig (1702–1741), einer Tochter von Schack Brockdorff. Seit 1733 lebte er von seiner Frau getrennt. Schack Carl von Rantzau war sein Sohn.
Nach dem Tod seines Vaters wurden dessen Güter zwischen den Brüdern aufgeteilt. 1728 wurden alle drei Brüder als Ausgleich für die Konfiszierung der Grafschaft Rantzau durch Dänemark zu Reichsgrafen ernannt. Von 1746 bis 1749 war er Oberpräsident von Altona.

## Reformer
Rantzau war von 1730 bis 32 dänischer Gesandter in England gewesen, wo er einen Feudalismus ohne Leibeigenschaft kennengelernt hatte. Zurück auf seinen Gütern sah er, dass die Lustlosigkeit, mit der seine Leibeigenen sich für seinen Vorteil und Gewinn einsetzten, absolut kontraproduktiv war. Er dachte deshalb darüber nach, wie man den Eigennutz der Bauern produktiver mit dem des Grundherrn verknüpfen könne, und probierte dies 1739 mit einem etwa 18 Hektar (heutiges Maß) großen Landstück aus, auf dem er ein Wohnhaus mit Stallungen errichtete; zehn Kühe, zwei Pferde und vier Schweine, Wagen, Pflug und Saatgut stellte er bei. Vier Acker- und fünf Weideschläge, jeweils durch Hecken (Knicks) voneinander getrennt, wurden im Wege der Verkoppelung eingerichtet. Rantzau übergab diesen Musterhof einem seiner Leibeigenen zur Bewirtschaftung. Dieser konnte durch Entwässerung und Kleeanbau die Produktivität wesentlich steigern; die Pacht, die er dem Grundherrn zahlte, lag weit über dem, was dieser mit Leibeigenen aus demselben Landstück erwirtschaftet hätte. Nach diesem Modell richtete Rantzau im Lauf der folgenden Jahrzehnte weitere 30 bäuerliche Erwerbsbetriebe ein. Durch ein Prämiensystem regte er die „Kolonisten“ zum Wettbewerb an und kümmerte sich auch um die Verbesserung der Schulbildung.
Rantzau setzte sich für seine praktisch erfolgreichen Reformen publizistisch mit einer Streitschrift ein. Sie erschien 1766 in Plön und trug den Titel Antwort eines alten Patrioten auf die Anfrage eines jungen Patrioten, wie der Bauernstand und die Wirtschaft der adlichen Güter in Holstein zu verbessern sey. Dass die Leibeigenschaft in Dänemark dann 1788, in den beiden Herzogtümern Schleswig und Holstein 1804 abgeschafft wurde, ist auch diesem Pionier der Bauernbefreiung zu danken – die freilich ebenso stark vom ökonomischen Vorteil wie von humanistischen Idealen diktiert war.